# Кайт, Томас
То́мас Кайт (нем. Thomas Keith; р. 1972) — немецкий литературовед, славист, переводчик. Исследователь немецкого и русского авангарда.

## Биография
Томас Кайт родился в 1972 году.
Работал в Центре немецкого языка (партнёр Гёте-Института) в Самарском государственном университете.

## Награды и премии
- Международная отметина имени отца русского футуризма Давида Бурлюка[3]